# ماسویدی
ماسویدی (به چکی: Masojedy) یک منطقهٔ مسکونی در جمهوری چک است که در ناحیه کولین واقع شده‌است. ماسویدی ۱٫۸ کیلومتر مربع مساحت و ۱۰۰ نفر جمعیت دارد.